# Епоксидування

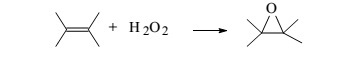
Епоксидування

Епоксидування (рос. эпоксидирование, англ. epoxidation) — утворення α-оксидного циклу в органічній молекулі внаслідок окиснення подвійного зв'язку(дією гідрогенпероксиду в слаболужному середовищі, надкислот в протоінертних розчинниках — реакція  Прилєжаєва, гіпохлориту натрію в піридині та ін.).

## епоксидування за Шарплессом

епоксидування за Шарплессом

Каталізоване сполуками титану асиметричне епоксидування алілових спиртів з високим ступенем енантіомерної чистоти з передбачуваною стереохімією, використовуючи титан алкоксид, оптично активний тартратний естер та алкіл гідропероксид.

## епоксидування за Якобсеном

епоксидування за Якобсеном

Каталізоване сполуками мангану(ІІІ) асиметричне епоксидування алкенів. Енантіо- і діастереоселективність реакції залежить від природи субстрату.